# Double Trouble (chanson d'Otis Rush)
Pour les articles homonymes, voir Double Trouble.
Double Trouble est une chanson de blues écrite par le guitariste Otis Rush en 1958. Depuis sa sortie en tant que single en 1959 elle a été reprise par plusieurs autres artistes de blues, notamment Eric Clapton. Stevie Ray Vaughan a nommé son groupe Double Trouble en référence à cette chanson. En 2008, la version originale de Otis Rush a été introduite au Blues Hall of Fame de la Blues Foundation, en tant que « chef d’œuvre en tonalité mineure ».

## Chanson originale

### Analyse musicale
Double Trouble est un blues en 12 mesures, de tempo lent en 4/4 et en tonalité D mineur.
D'après les notes de pochette du single, « l'air de désespoir sous-jacent de la chanson, étiré jusqu'au point de rupture, est renforcé par une utilisation brillante de la dynamique et par des fills de guitare vraiment époustouflants et étranglés vers la fin ».
La chanson a été produite par Willie Dixon et est interprétée par Otis Rush à la guitare et au chant, Willie Dixon à la basse, Ike Turner à la seconde guitare, Little Brother Montgomery au piano, Harold Ashby et Jackie Brenston aux saxophones et Billy Gayles à la batterie. Bien que Otis Rush joue la lead guitare en introduction, c'est Ike Turner qui joue les parties de guitare « vibrato » caractéristiques de la chanson.

### Texte
Titreselon Otis Rush, le titre de la chanson a été inspiré par un commentaire fait par une femme regardant sa main durant un jeu de cartes : « trouble, trouble, trouble, trouble, double troubles ».
Extrait
You laughed at me walkin' baby, when I had no place to go

Bad luck and trouble have taken me, I have got no money to show

Hey, hey, to make it you got to try, baby that's no lie

### Versionlive
En 1986, Otis Rush une version en concert, qui sera utilisée pour l'album Blues Interaction – Live in Japan 1986, sorti en 1989.

## Reprises
- The Paul Butterfield Blues Band dans The Resurrection of Pigboy Crabshaw (1967)
- Les John Mayall and the Bluesbreakers et Peter Green dans Looking Back (en) (1969) et dans la réédition de A Hard Road (2003)
- Eric Clapton dans No Reason to Cry (1976), Just One Night (1980), Crossroads (1988), Crossroads 2: Live in the Seventies (1996), Blues (1999) et Live from Madison Square Garden (2009).